# The Clove, un congost a les muntanyes
The Clove, un congost a les muntanyes, que té per títol original en anglès A Gorge in the Mountains,(Kauterskill Clove),1862 és una obra de Sanford Robinson Gifford, pintor paisatgista estatunidenc, membre de l'Escola del Riu Hudson. Els seus paisatges posen un gran èmfasi en la llum, per la qual cosa és considerat un membre de l'anomenat luminisme nord-americà, una branca d'aquella escola pictòrica.

## Introducció
D'entre les obres de S.R. Gifford, Kauterskill Clove va ser el seu paratge favorit, al qual va representar amb una aura poètica, idealitzada. De fet, S.R.Gifford va ser l'únic gran pintor de l'Escola del riu Hudson que havia crescut a aquesta regió de les Catskill Mountains.
Entre 1850 i 1880, període que abasta la major de la seva carrera, Gifford va realitzar com a mínim cinc grans llenços sobre el tema de The Clove. També va fer esbossos (dibuix) amb llapis, croquis, esbossos a l'oli, amb la qual cosa aquest indret és més representat dels seus temes. Thomas Cole i Asher Brown Durand també van pintar The Clove, però mirant a l'est, vers a la vall del Riu Hudson, mentre que S.R. Gifford va triar la vista occidental, cap a Haines Falls.
Les pintures i els dibuixos datables de Gifford mostren que el seu interès per The Clove es va intensificar durant els anys 1860 al 1863. D'aquest període se’n conserven almenys sis dibuixos a llapis, tres esbossos a l'oli, i un estudi d'oli. A aquestes obres hom hi veu una evolució, que va des d'una simple descripció topogràfica, fins al que hom pot considerar gairebé com un homenatge a la llum solar, que recorda els radiants paisatges de Joseph M.W. Turner i de Frederic Edwin Church.

## Anàlisi de l'obra
Aquest llenç ofereix una vista central fins al fons de la vall, de manera que els costers de les muntanyes a banda i banda són representats descendint cap al centre de la imatge, alineant el Sol de la tarda -a penes visible- amb la distant cascada, al llarg d'un eix central. En primer pla, a l'esquerra de l'espectador, S.R. Gifford representa una cornisa rocosa, que troba una correspondència amb la corba formada pels vessants de les muntanyes del fons, mentre que, al fons de la vall, Gifford hi ha pintat un llac i una cabanya.

## Procedència
- Morris K. Jesup, New York, circa 1876–fins a la seva mort, l'any 1908;
- la seva vídua, Maria DeWitt Jesup, New York, 1908–fins a la seva mort, l'any 1914;[6]